# Universidad Al-Aqsa
La Universidad Al-Aqsa (en árabe palestino: جامعة الأقصى) es una institución pública de educación superior ubicada en Palestina, con sedes en las ciudades de Gaza y Jan Yunis. Fundada en 1955 como un instituto para la formación de docentes, posteriormente amplió su oferta académica. Es reconocida como la primera y más antigua universidad pública en la Franja de Gaza. Hasta 2024, tenía una capacidad aproximada de 26.000 estudiantes y contaba con alrededor de 1.400 empleados, incluidos 300 profesores y catedráticos.
En 2024, Israel bombardeó y destruyó las instalaciones de la Universidad durante la guerra entre Israel y Gaza.

## Historia
En 1955, bajo la administración egipcia, se fundó un instituto de formación docente en Gaza para preparar profesores en todos los niveles educativos.
En 1991, la institución se transformó en la Escuela Estatal de Educación, y en 2001, tras obtener acreditación oficial, adoptó el nombre de Universidad Al-Aqsa. 
En 2003, la universidad se incorporó a la Unión de Universidades Árabes y al Consejo Palestino de Educación Superior. 
El 16 de marzo de 2004, un campus filial fue destruido por las Fuerzas de Defensa de Israel (FDI). Este campus había permanecido cerrado desde el 18 de enero de 2001 debido a ataques previos. 
Durante la invasión de invierno de 2008-2009, la biblioteca universitaria de Tel al-Hawa sufrió daños significativos, y un centro educativo comunitario que estaba en construcción fue destruido.
En 2022, la empresa MECC concluyó la construcción de un nuevo edificio que incluye 32 laboratorios. Ese mismo año, se inauguró un laboratorio especializado en primera infancia como parte del proyecto Care (Erasmus+).
En enero de 2024, el académico Dr. Wiesam Essa perdió la vida cuando su apartamento fue alcanzado por un bombardeo. 
El 17 de enero de 2024, se informó que la última universidad operativa en Gaza fue destruida, según reportaron Al Jazeera y Euro Med Watch. 
El 6 de febrero de 2024, la Agencia Anadolu comunicó que las FDI bombardearon dos edificios universitarios y dispararon contra civiles desplazados que buscaban refugio en el campus.. 
En mayo de 2024, la Policía Militar de las FDI inició una investigación sobre una fotografía viral en la que se veía a un soldado israelí leyendo frente a libros ardiendo en la Biblioteca Central de la Universidad Islámica de Gaza, frecuentemente señalada como la biblioteca de la Universidad Al-Aqsa. 

## Facultades
- Facultad de Ciencias Aplicadas
- Facultad de Artes y Ciencias Humanas
- Facultad de Educación
- Facultad de Bellas Artes
- Facultad de Medios de Comunicación
- Facultad de Administración y Finanzas
- Facultad de Deportes
- Facultad de Tecnologías de la Información

La Universidad Al-Aqsa es la única universidad en la Franja de Gaza que ofrece programas en el campo de los medios de comunicación, las bellas artes, la educación física y los deportes.  Las facultades ofrecen títulos de licenciatura con estudios de posgrado en un programa conjunto, establecido en 1994, entre la Universidad Al-Aqsa y la Universidad Ain Shams, Egipto. El programa está actualmente suspendido, pero hay programas de maestría en varias facultades de la universidad.